# Maja Kersnik
Maja Kersnik (* 17. April 1981) ist eine slowenische Badmintonspielerin. 

## Karriere
Maja Kersnik gewann ihren ersten Titel in ihrer Heimat Slowenien 2003 im Damendoppel mit Maja Tvrdy. 2004 siegten beide erneut im Doppel. Im Folgejahr gewann Kersnik ihre erste Goldmedaille im Dameneinzel, 2007 siegte sie erstmals im Mixed mit Andrej Pohar. 2010 erkämpfte sie sich einen weiteren Damendoppeltitel mit Špela Silvester. International gewann sie drei Titel bei den Europäischen Hochschulmeisterschaften 2004 und nahm an den Badminton-Weltmeisterschaften 2005, 2006 und 2007 teil.

## Sportliche Erfolge
| Saison | Veranstaltung                      | Disziplin   | Platz | Name                           |
| ------ | ---------------------------------- | ----------- | ----- | ------------------------------ |
| 2003   | Slowenien: Einzelmeisterschaften   | Damendoppel | 1     | Maja Kersnik / Maja Tvrdy      |
| 2004   | Europäische Hochschulmeisterschaft | Damendoppel | 1     | Maja Kersnik / Maja Tvrdy      |
| 2004   | Europäische Hochschulmeisterschaft | Mixed       | 1     | Luka Petrič / Maja Kersnik     |
| 2004   | Europäische Hochschulmeisterschaft | Team        | 1     | Universität Ljubljana          |
| 2004   | Slowenien: Einzelmeisterschaften   | Damendoppel | 1     | Maja Kersnik / Maja Tvrdy      |
| 2005   | Slowenien: Einzelmeisterschaften   | Dameneinzel | 1     | Maja Kersnik                   |
| 2007   | Slowenien: Einzelmeisterschaften   | Mixed       | 1     | Andrej Pohar / Maja Kersnik    |
| 2007   | Syria International                | Mixed       | 1     | Luka Petrič / Maja Kersnik     |
| 2010   | Slowenien: Einzelmeisterschaften   | Damendoppel | 1     | Špela Silvester / Maja Kersnik |